# 유광석
유광석(柳光石, 일본어: 花岡 じった 하나오카 긴[*], 1964년~)은 대한민국의 AV남배우이다. 재일 한국인으로, 1989년 데뷔 후 2013년에 은퇴했다.